# Herman Fredrik Zeiner-Gundersen

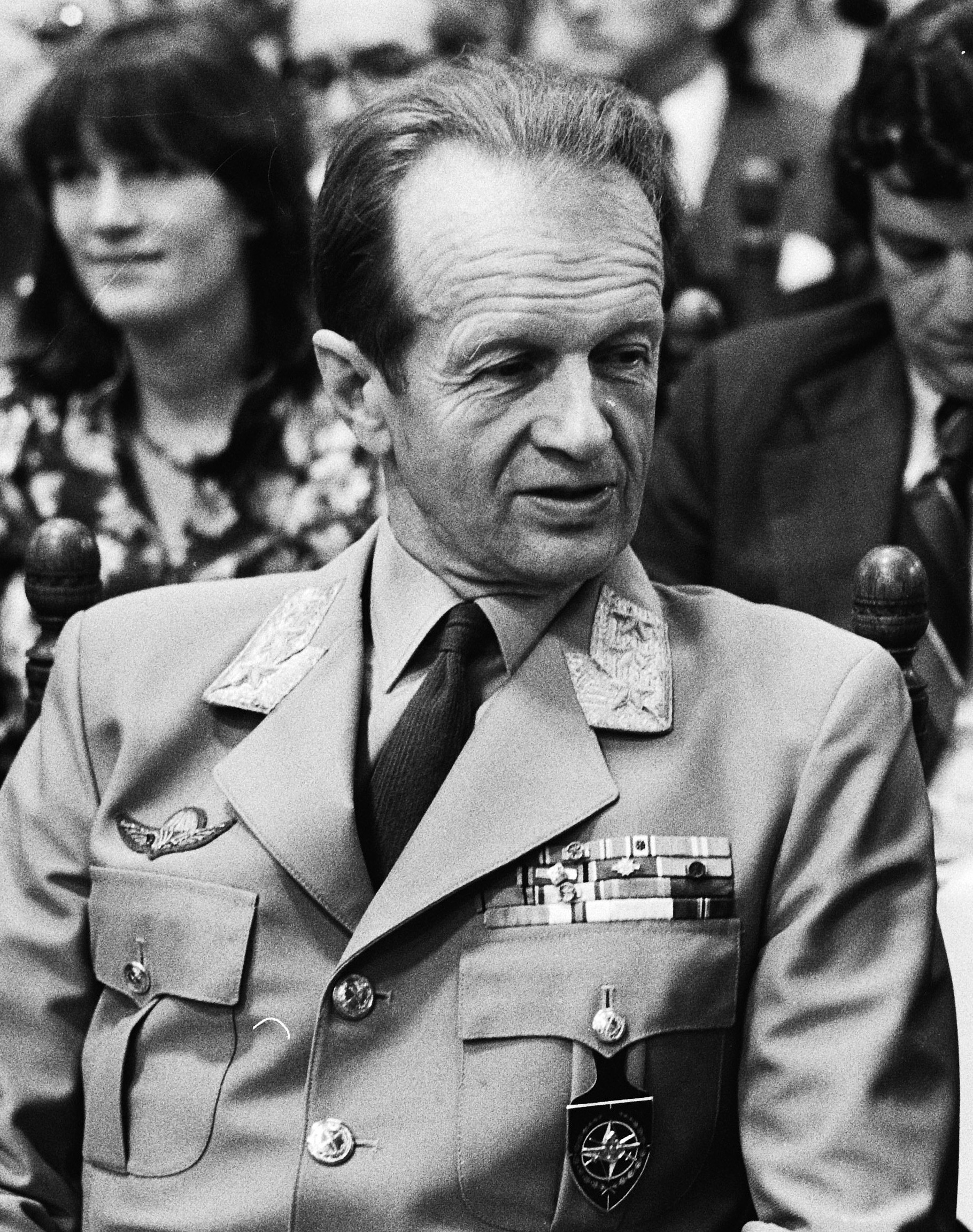
General Herman Fredrik Zeiner-Gundersen (1979)

Herman Fredrik Zeiner-Gundersen (* 4. Juli 1915 in Helsingfors, Finnland, Russisches Reich; † 13. Oktober 2002 in Bærum, Akershus, Norwegen) war ein norwegischer General der Heeres (Den Norske Hær), der zuletzt von 1972 bis 1977 Oberbefehlshaber der norwegischen Streitkräfte (Forsvarssjef) sowie zwischen 1977 und 1980 Vorsitzender des NATO-Militärausschusses war.

## Leben
Zeiner-Gundersen, Sohn des Schiffsmaklers Herman Gundersen und dessen Annette Zeiner-Henriksen, wuchs zunächst in Helsingfors auf, ehe seine Familie nach Kristiania verzog. Nach dem Besuch der Hegdehaugen skole begann er 1933 eine Offiziersausbildung an der Heeresartillerieschule sowie im Anschluss an der Kriegsschule (Krigsskolen). 1936 wurde er zum Leutnant befördert und absolvierte 1938 die Militärhochschule (Den militære høyskole). Nach deren Abschluss kehrte er als Inspektionsoffizier und Hörsaalleiter an die Heeresartillerieschule zurück und erlebte dort als Offizier im Stab des Artilleriebataillons Hegstad den Überfall der deutschen Wehrmacht auf Norwegen am 9. April 1940. Mit diesem Bataillon nahm er aktiv an Kampfhandlungen in Südnorwegen teil und floh 1941 über Schweden, die Sowjetunion sowie China nach Kanada. Nach einer darauf folgenden Tätigkeit an der norwegischen Militärmission in New York City ging er im April 1942 nach Großbritannien, wo er als Hauptmann Verwendung in der Artilleriebatterie der norwegischen Brigade in Schottland fand.
Nach Ende des Zweiten Weltkrieges war Zeiner-Gundersen als Artillerieoffizier sowie Stabsoffizier im Oberkommando des Heeres HOK (Hærens overkommando) und der NATO tätig. Daneben engagierte sich in der Osloer Militärischen Gesellschaft (Oslo Militære Samfund), deren Vorsitzender er von 1956 bis 1962 war. 1957 wurde er als Oberst zum Heeresstab abgeordnet und übernahm nach seiner Beförderung zum Generalmajor 1963 von Generalmajor Leif C. Rolstad den Posten als Chef des Verteidigungsbezirkskommandos in Trøndelag DKT (Distriktskommando Trøndelag). Auf diesem Posten als Befehlshaber der Streitkräfte in Mittelnorwegen blieb er jedoch nur ein Jahr und wurde 1964 durch Generalmajor Ole Paus abgelöst. Im Anschluss war er von 1964 bis 1967 Chef des Stabes der Streitkräfte sowie zwischen 1967 und 1972 Oberkommandierender der Streitkräfte in Nordnorwegen (Forsvarskommando Nord-Norge). Als solcher wurde er 1970 zum Generalleutnant (Generalløytnant) befördert. Am 1. Februar 1972 wurde er zum General befördert und als Nachfolger von Vizeadmiral Folke Hauger Johannessen Oberbefehlshaber der norwegischen Streitkräfte (Forsvarssjef). Auf diesem Posten blieb er bis zum 20. März 1977 und wurde am Tag darauf durch General Sverre B. Hamre abgelöst. 1974 wurde er nach König Haakon VII. und Olav V. das dritte Ehrenmitglied der Oslo Militære Samfund. 1977 wurde ihm das Großkreuz des Sankt-Olav-Orden verliehen.
1977 wurde Zeiner-Gundersen Nachfolger des britischen Flottenadmiral Peter Hill-Norton als Vorsitzender des NATO-Militärausschusses. Diese Funktion hatte er bis zu seinem Eintritt in den Ruhestand 1980 inne, woraufhin der kanadische General Robert H. Falls seine Nachfolge antrat.
Er war seit 1948 mit Marit Pedersen verheiratet.

## Veröffentlichungen
- Norsk artilleri gjennom 300 år, Arendal 1986
- NATO’s maritime flanks. Problems and prospects. Special report, Washington, D.C. 1987